# Gârliciu

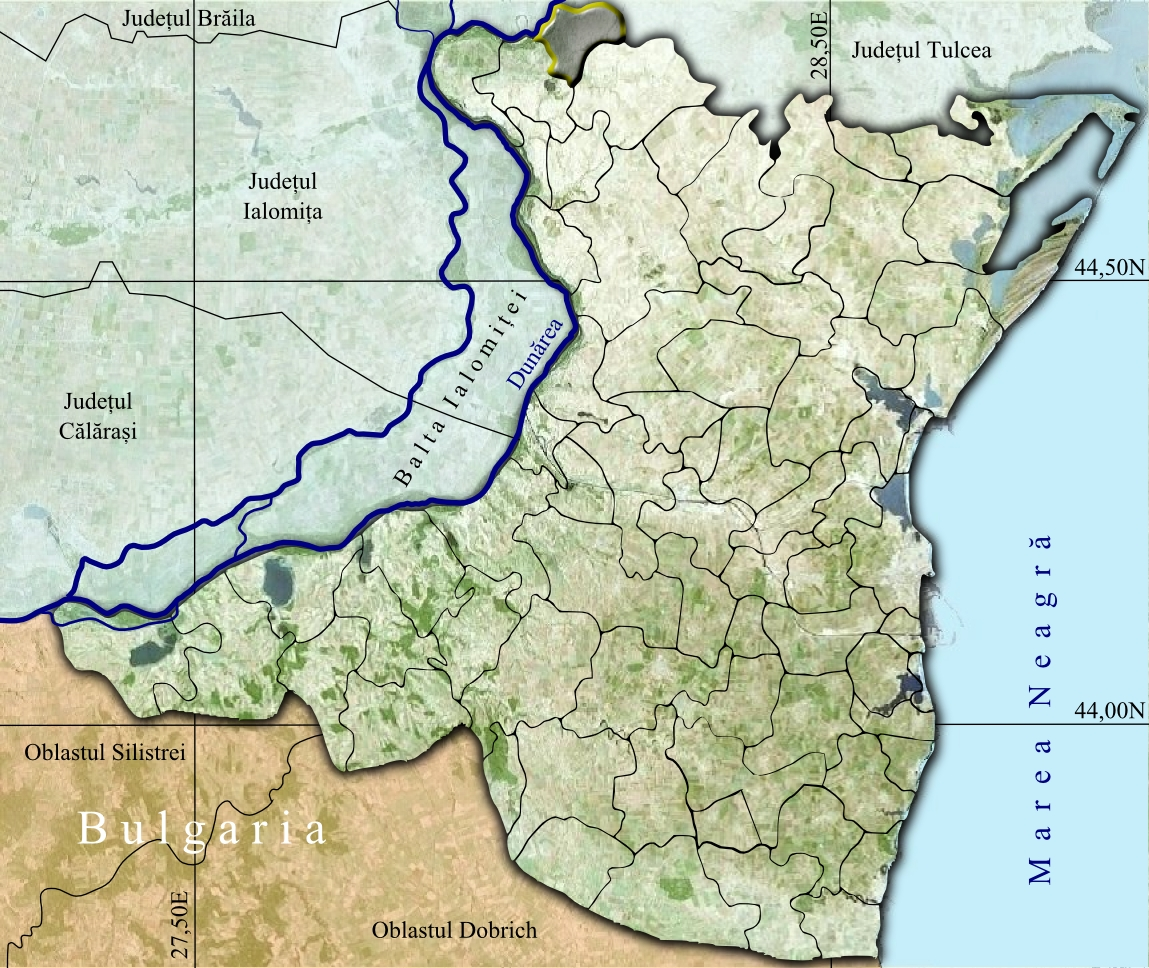
Mapa

Gârliciu é uma comuna romena localizada no distrito de Constanţa, na região de Dobruja. A comuna possui uma área de 61.91 km² e sua população era de 1813 habitantes segundo o censo de 2007.